# 邵悌
邵悌（？—？），字元伯，陽平（今河北省大名縣東）人，曹魏西曹屬。

## 生平
司馬昭想派鎮西將軍假節都督關中諸軍事鍾會率軍伐蜀漢，時任西曹屬的邵悌警告他：「今派遣鍾會率領十萬餘大軍，他沒有家人為後顧之憂，不如派其他人去。」司馬昭笑說：「我難道不懂這個道理嗎？蜀地多次侵擾我國邊境，已經弄得士卒和民眾疲惫不堪，現在我軍前往討伐輕而易舉，但眾人都說不能伐蜀。一個人如果心中猶豫膽怯，那就連智勇都失去了，假如沒有智勇都卻強迫他去打仗，只會被敵人所擒。而鍾會想法和我一樣，今日我派遣鍾會統兵伐蜀，必定能滅亡蜀地。滅蜀之後，才會產生你所說的顧慮，又哪裡用得著擔心不能成功呢？假如蜀地已經滅亡，它遺下的民眾只會震恐，根本不能幫助鍾會舉事；魏軍戰後各自想著歸家，也不會願意與鍾會一同造反。鍾會如果作亂，只會自取滅族的結局。你不需要顧慮這事，但要小心不能讓其他人知道我們的說話！」
鍾會密告說鄧艾要反叛，司馬昭向長安出發，邵悌說：“鍾會的兵力是鄧艾的五、六倍，讓鍾會去攻打鄧艾就行了，不必親自去。”司馬昭說：“你忘了我們之前说的話吗，现在又说我不用去了？不過我們這次對话不可以泄露。我自己理應以信义對待他人，若別人未有對不起我，我又怎可以先對別人生出疑心呢！不久之前贾护军问我：‘您有怀疑锺会吗？’我回答說：‘現在我派遣卿前往長安，難道我又會怀疑卿吗？’贾充對我也無言以對。只要等我到达长安，事情就自然结束了。”等司馬昭到了長安，鍾會果然已死，如同所料。